# Shou Zi Chew
Shou Zi Chew (chinês simplificado: 周受资; Singapura, 1 de janeiro de 1983) é um executivo de negócios da Singapura que é o CEO (diretor executivo ) do TikTok, um aplicativo de vídeo curtos online que desde 2021 é de propriedade da empresa chinesa ByteDance,

## Início da vida e educação
Chew nasceu no dia 1 de janeiro de 1983 na Singapura. Seu pai supostamente teria trabalhado na construção civil e sua mãe na área de contabilidade. Após se formar na Instituição Hwa Chong, Chew passou a servir no Serviço Nacional nas Forças Armadas de Singapura .
Após encerrar o seu serviço militar, Chew ingresou na University College London, na Inglaterra. Ele formou-se em sua faculdade no ano de 2006 com um Bacharelado em Ciências Econômicas. Em 2010, finalizou o mestrado em administração de empresas na Harvard Business School, e, enquanto continuava por lá, realizou um estágio no Facebook antes do seu IPO .

## Carreira
Após formar-se no University College London em 2006, ele  permaneceu em Londres para trabalhar como banqueiro no Goldman Sachs Group por dois anos antes de entrar na empresa de capital de negócios de Yuri Milner , DST Global . Na empresa de investimento russa DST Global, Chew liderou o investimento na JD.com, Alibaba e Xiaomi . Ele liderou uma equipe de investidores iniciais na ByteDance em 2013.
No ano de 2015, Chew ingressou na empresa chinesa de tecnologia Xiaomi atuando como diretor financeiro . Em 2019, na xiaomi ele se tornou presidente de negócios estrangeiros.
No mês de março de 2021, Chew entrou na ByteDance como diretor financeiro. Posteriormente, acabou substituindo o CEO do TikTok, Kevin A. Mayer, que deixou a filial da ByteDance após três meses no cargo.
No mês de março de 2023, Chew testemunhou perante o Congresso dos Estados Unidos sobre o esforço legislativo para banir o TikTok nos Estados Unidos. Ele testemunhou mais ma vez em janeiro de 2024, durante uma audiência do Comitê Judiciário do Senado dos Estados Unidos sobre legislação a respeito da segurança infantil na Internet.
Chew foi o presidente honorário do Met Gala no ano de 2024, pois o TikTok foi o patrocinador principal do evento. Chew foi reconhecido como um dos asiáticos mais impactantes em 2024 pela  loja conceito da Dior Gold House.
No dia 24 de abril de 2024, o ex-presidente dos Estados Unidos, Joe Biden, assinou um projeto de lei de segurança nacional que, no dia 18 de janeiro de 2025, resultou no banimento do TikTok das lojas de aplicativos nos Estados Unidos .
No dia 20 de janeiro de 2025, o presidente  dos Estados unidos Donald Trump assinou uma ordem executiva que atrasará a proibição por lei do aplicativo por 75 dias.